# So What (Pink)
So What is een nummer van de Amerikaanse zangeres P!nk. Het nummer is de eerste single van haar vijfde album  Funhouse. Het nummer werd geproduceerd door Max Martin, die eerder al de nummers U + Ur Hand en Who Knew produceerde.
P!nk bracht So What ten gehore tijdens de MTV Video Music Awards 2008 op 7 september.

## Achtergrond
Het nummer werd geschreven door P!nk in samenwerking met producer Martin en Shellback. Vele critici en fans namen bij het horen van het nummer aan dat het nummer gaat over de scheiding van Alicia Moore (P!nks echte naam) begin 2008. De eerste regels van het nummer zijn als volgt:

“ I guess I just lost my husband.
I don't know where he went. ”

Oftewel: "Ik denk dat ik mijn man kwijt ben, ik weet niet waar hij heen is gegaan", een duidelijke aanwijzing naar de scheiding. In interviews zei de zangeres echter dat het nummer niet autobiografisch is.

## Videoclip
Dave Meyers regisseerde de videoclip van So What. Eerder werkte P!nk al met hem bij de clips van U + Ur Hand en Stupid Girls, welke een MTV Video Music Award kreeg voor de Beste Popvideo. De clip van So What ging in première op 22 augustus.
De clip begint in een tattooshop. P!nk laat hier een tatoeage op haar arm zetten. Hierna zie je haar rijden op een grasmaaier over Sunset Boulevard terwijl ze alcohol drinkt. Later zie je haar in een gitaarwinkel een gitaar slopen waarmee ze de eigenaar aanvalt. Tijdens het refrein zie je P!nk met een kettingzaag waarmee ze een boom omzaagt waarin haar naam en die van haar ex-man zijn gekerfd in een hartje. Tijdens het zagen barst ze in huilen uit, terwijl ze zingt dat alles goed met haar gaat. Met de buurman gaat het iets minder goed: hij krijgt bijna de omgezaagde boom over zich heen. Hierna zie je P!nk in een bar naast een man die met stokjes op glazen slaat.
In de volgende scène staat P!nk met een motorfiets voor een stoplicht als haar inmiddels weer getrouwde ex naast haar stopt in een auto. P!nk kijkt jaloers naar het blije paar en gooit spullen naar de auto, sloopt de ballonnen, klimt op de auto en ramt erop los.
Daarna zie je de zangeres op de rode loper al haar kleren uittrekken, terwijl ze omgeven is door fotografen. Naakt doet P!nk een imitatie van de choreografie van Thriller van Michael Jackson. In een volgende scène zit P!nk bij de kapper. Een stylist werkt met een bus haarspray terwijl P!nk verveeld met haar aansteker speelt, waarmee ze haar haar in brand steekt. Ook zijn er twee mannen te zien die urineren in drinkflesjes, welke ze aan P!nk geven. Zij geeft ze door aan twee andere mannen, die ervan drinken en er vol walging achter komen wat het is. Ten slotte is P!nk te zien omgeven door mensen in hun ondergoed die een kussengevecht houden. Het laatste beeld is dat van P!nk die haar tong uitsteekt met naast haar, haar ex-man Carey Hart die ook al eerder in de clip te zien is.

## Tracklist
1. "So What" 3:35
2. "Could've Had Everything" 3:09

## Hitnotering
Het nummer werd in Nederland, na de tegenvallende prestaties van haar voorgaande singles, toch gekozen als Alarmschijf door Radio 538.
| "So What" in de Nederlandse Top 40 - binnen: 13 september 2008 | "So What" in de Nederlandse Top 40 - binnen: 13 september 2008 | "So What" in de Nederlandse Top 40 - binnen: 13 september 2008 | "So What" in de Nederlandse Top 40 - binnen: 13 september 2008 | "So What" in de Nederlandse Top 40 - binnen: 13 september 2008 | "So What" in de Nederlandse Top 40 - binnen: 13 september 2008 | "So What" in de Nederlandse Top 40 - binnen: 13 september 2008 | "So What" in de Nederlandse Top 40 - binnen: 13 september 2008 | "So What" in de Nederlandse Top 40 - binnen: 13 september 2008 | "So What" in de Nederlandse Top 40 - binnen: 13 september 2008 | "So What" in de Nederlandse Top 40 - binnen: 13 september 2008 | "So What" in de Nederlandse Top 40 - binnen: 13 september 2008 | "So What" in de Nederlandse Top 40 - binnen: 13 september 2008 | "So What" in de Nederlandse Top 40 - binnen: 13 september 2008 | "So What" in de Nederlandse Top 40 - binnen: 13 september 2008 | "So What" in de Nederlandse Top 40 - binnen: 13 september 2008 | "So What" in de Nederlandse Top 40 - binnen: 13 september 2008 | "So What" in de Nederlandse Top 40 - binnen: 13 september 2008 | "So What" in de Nederlandse Top 40 - binnen: 13 september 2008 | "So What" in de Nederlandse Top 40 - binnen: 13 september 2008 | "So What" in de Nederlandse Top 40 - binnen: 13 september 2008 | "So What" in de Nederlandse Top 40 - binnen: 13 september 2008 |
| Week                                                           | 01                                                             | 02                                                             | 03                                                             | 04                                                             | 05                                                             | 06                                                             | 07                                                             | 08                                                             | 09                                                             | 10                                                             | 11                                                             | 12                                                             | 13                                                             | 14                                                             | 15                                                             | 16                                                             | 17                                                             | 18                                                             | 19                                                             | 20                                                             |                                                                |
| -------------------------------------------------------------- | -------------------------------------------------------------- | -------------------------------------------------------------- | -------------------------------------------------------------- | -------------------------------------------------------------- | -------------------------------------------------------------- | -------------------------------------------------------------- | -------------------------------------------------------------- | -------------------------------------------------------------- | -------------------------------------------------------------- | -------------------------------------------------------------- | -------------------------------------------------------------- | -------------------------------------------------------------- | -------------------------------------------------------------- | -------------------------------------------------------------- | -------------------------------------------------------------- | -------------------------------------------------------------- | -------------------------------------------------------------- | -------------------------------------------------------------- | -------------------------------------------------------------- | -------------------------------------------------------------- | -------------------------------------------------------------- |
| Nummer                                                         | 28                                                             | 18                                                             | 14                                                             | 12                                                             | 11                                                             | 11                                                             | 10                                                             | 9                                                              | 8                                                              | 8                                                              | 6                                                              | 4                                                              | 4                                                              | 6                                                              | 7                                                              | 12                                                             | 13                                                             | 17                                                             | 23                                                             | 30                                                             | uit                                                            |

| "So What" in de Ultratop 50 - binnen: 20 september 2008 | "So What" in de Ultratop 50 - binnen: 20 september 2008 | "So What" in de Ultratop 50 - binnen: 20 september 2008 | "So What" in de Ultratop 50 - binnen: 20 september 2008 | "So What" in de Ultratop 50 - binnen: 20 september 2008 | "So What" in de Ultratop 50 - binnen: 20 september 2008 | "So What" in de Ultratop 50 - binnen: 20 september 2008 | "So What" in de Ultratop 50 - binnen: 20 september 2008 | "So What" in de Ultratop 50 - binnen: 20 september 2008 | "So What" in de Ultratop 50 - binnen: 20 september 2008 | "So What" in de Ultratop 50 - binnen: 20 september 2008 | "So What" in de Ultratop 50 - binnen: 20 september 2008 | "So What" in de Ultratop 50 - binnen: 20 september 2008 | "So What" in de Ultratop 50 - binnen: 20 september 2008 | "So What" in de Ultratop 50 - binnen: 20 september 2008 | "So What" in de Ultratop 50 - binnen: 20 september 2008 | "So What" in de Ultratop 50 - binnen: 20 september 2008 | "So What" in de Ultratop 50 - binnen: 20 september 2008 | "So What" in de Ultratop 50 - binnen: 20 september 2008 | "So What" in de Ultratop 50 - binnen: 20 september 2008 | "So What" in de Ultratop 50 - binnen: 20 september 2008 | "So What" in de Ultratop 50 - binnen: 20 september 2008 | "So What" in de Ultratop 50 - binnen: 20 september 2008 | "So What" in de Ultratop 50 - binnen: 20 september 2008 |
| Week                                                    | 01                                                      | 02                                                      | 03                                                      | 04                                                      | 05                                                      | 06                                                      | 07                                                      | 08                                                      | 09                                                      | 10                                                      | 11                                                      | 12                                                      | 13                                                      | 14                                                      | 15                                                      | 16                                                      | 17                                                      | 18                                                      | 19                                                      | 20                                                      | 21                                                      | 22                                                      |                                                         |
| ------------------------------------------------------- | ------------------------------------------------------- | ------------------------------------------------------- | ------------------------------------------------------- | ------------------------------------------------------- | ------------------------------------------------------- | ------------------------------------------------------- | ------------------------------------------------------- | ------------------------------------------------------- | ------------------------------------------------------- | ------------------------------------------------------- | ------------------------------------------------------- | ------------------------------------------------------- | ------------------------------------------------------- | ------------------------------------------------------- | ------------------------------------------------------- | ------------------------------------------------------- | ------------------------------------------------------- | ------------------------------------------------------- | ------------------------------------------------------- | ------------------------------------------------------- | ------------------------------------------------------- | ------------------------------------------------------- | ------------------------------------------------------- |
| Nummer                                                  | 48                                                      | 13                                                      | 11                                                      | 4                                                       | 7                                                       | 6                                                       | 5                                                       | 7                                                       | 5                                                       | 4                                                       | 5                                                       | 7                                                       | 9                                                       | 6                                                       | 9                                                       | 10                                                      | 8                                                       | 13                                                      | 28                                                      | 33                                                      | 40                                                      | 43                                                      | uit                                                     |